# Krans
För ljusfenoment med samma namn, se Krans (ljusfenomen).

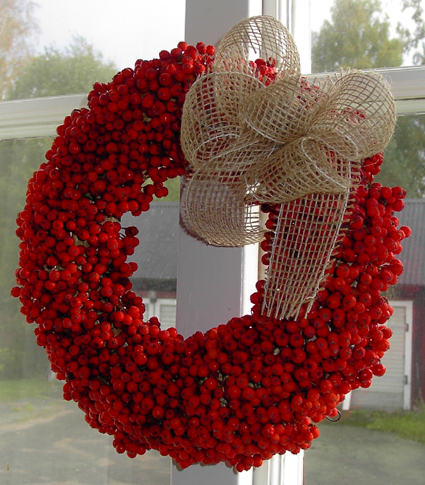
Rönnbärskrans

Krans, sammanbunden ring av växtmaterial.
Det finns många typer av kransar med olika kulturell betydelse. Lagerkrans är sedan antiken en symbol för makt eller ära. Blomsterkransen är framförallt en dekoration.
I slaviska länder har flickor och unga kvinnor alltid burit kransen som en symbol för renhet och fertilitet. Kransar tros ha ett hedniskt ursprung som föregick kristendomens introduktion i den östslaviska världen på 1000-talet.